# Hermann Laurent
Pour les articles homonymes, voir Laurent.
Paul Mathieu Hermann Laurent (1841-1908) est un mathématicien français. En dépit de son grand volume de travaux, la série de Laurent des extensions pour les fonctions complexes ne sont pas nommés d'après lui, mais d'après Pierre Alphonse Laurent.

## Biographie
Hermann Laurent est né le 2 septembre 1841 à Luxembourg, de Auguste Laurent et Anne-Françoise Schrobilgen. Il grandit en France à Bordeaux où enseigne son père, chimiste reconnu. Après la mort de ce dernier en 1853, il étudie à l'École polytechnique à Paris et à l'École d'application à Metz. Il en sort officier en 1865.
À partir de 1862, Laurent travaille dans le domaine des mathématiques. Il sera publié en 1865. En 1866, il commence son Doctorat en travaillant à Polytechnique. Mais il sera , interrompu en 1870–1871 du fait de la Guerre franco-allemande de 1870 où il reprend des activités militaires.
En 1871, il s'occupe de mathématiques actuarielles et en octobre 1874, il se marie avec Berthe Moutard, institutrice.
En 1889, il devient professeur à l'École agronomique de Paris.
En 1894, il reçoit le prix Poncelet (attribué par l'Académie des Sciences françaises), et en  1901 il est élevé au Grade d'Officier de l'Ordre national de la Légion d'honneur.
Il décède, à Paris, le 19 février 1908.

## Publications
- Théorie des séries, contenant 1° les règles de convergence et les propriétés fondamentales des séries, 2° l'étude et la sommation de quelques séries, 3° quelques applications de la théorie des séries au calcul des expressions transcend, 1862 (lire en ligne)
- Traité d'algèbre, 1867
- Traité de Mécanique Rationnelle Tome 1 et 2, 1870
- Traité du calcul des probabilités, 1873
- Traité d'analyse, 1885
- Élimination, 1900
- Sur les principes fondamentaux de la théorie des nombres et de la géométrie, 1902 (lire en ligne)
- La Géométrie analytique générale, 1906 (lire en ligne)[3]
- Statistique mathématique, 1908[4]
- Hermann Laurent, Théorie élémentaire des fonctions elliptiques (Gauthier-Villars, Paris, 1880)